# Усіпети

Ареал розселення усіпетів (usipètes) в I ст. н. е. (червоний колір)

Усіпети, або узіпети (у Плутарха — Ousipai та можливо теж саме, що й Ouispoi в Клавдія Птолемея) — плем'я, що прийшло на правий берег Рейну в I ст. до н. е. Вони відомі з вцілілих робіт античних авторів, таких як Цезар та Тацит.
У той час, як римляни відносили їх до германців, їх ім'я пояснюється як кельтське: Усіпети перекладається як «гарні наїздники» та Цезар й інші повідомляють, що в них була сильна кавалерія.